# 阿卜杜拉汗二世

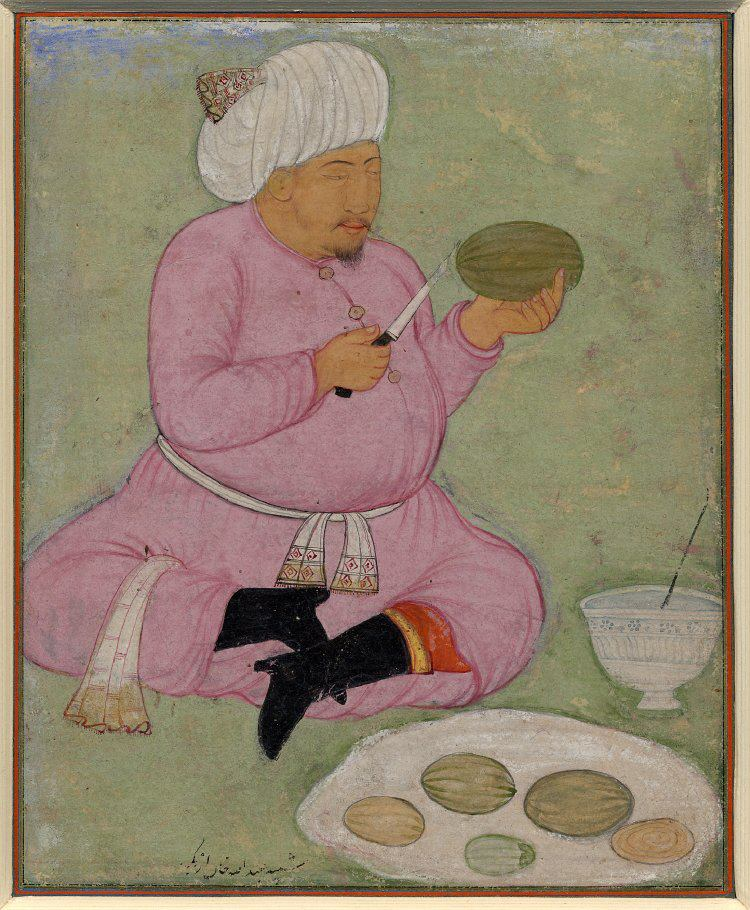
切瓜的阿卜杜拉汗二世

阿卜杜拉汗二世（1533年至1598年），被稱為老汗， 是布哈拉汗國昔班尼家族最後一個可汗。
他發起的主要的戰爭是入侵伊朗及哈薩克汗國，由1587年持續至1598年。他在很大程度上是通過一個互不侵犯條約與阿克巴實現和平，他認可阿克巴在喀布爾的領土的統治權。
在阿卜杜拉汗統治時期，阿不都哈林汗是葉爾羌汗國的統治者，因曾被布哈拉汗國曾经入侵，两國關係不算太好。